# کنی کلمنتس
کنی کلمنتس (انگلیسی: Kenny Clements؛ زادهٔ ۹ آوریل ۱۹۵۵) بازیکن فوتبال اهل بریتانیا است.
از باشگاه‌هایی که در آن بازی کرده‌است می‌توان به باشگاه فوتبال اولدهام اتلتیک، باشگاه فوتبال منچستر سیتی، باشگاه فوتبال بری، و باشگاه فوتبال شروزبری تاون اشاره کرد.